# Fehde der Herren von Schauenburg mit Bernhard von Baden
Die Fehde der Herren von Schauenburg mit Bernhard von Baden in den Jahren 1402 und 1403 war die Folge eines Erbstreits, der sich zu einem militärischen Konflikt ausweitete.

## Ursache
Wolf von Eberstein war im Jahr 1387 gezwungen, die Hälfte seiner Grafschaft Eberstein an seinen Gebietnachbarn, den badischen Markgrafen Rudolf VII., zu verkaufen. Neben der Grafschaft selbst waren in diesem Handel auch außerhalb liegende Burgen enthalten, darunter die Burg Windeck bei Bühl und die Schauenburg bei Oberkirch. Über letztere übte Rudolfs Bruder, der Markgraf Bernhard von Baden, seit 1399 die lehenherrlichen Hoheitsrechte aus. Mit dem Tod von Ludwig Winterbach von Schauenburg starb dessen Linie aus. Die Burg befand sich jedoch im Besitz mehrere Familien von Schauenburg, die jeweils mit einem Sechstel oder Drittel der Burg belehnt worden waren (Ganerbenburg). Diese protestierten, als der Markgraf Heinrich Truchseß von Höfingen mit dem Anteil von Ludwig Winterbach von Schauenburg belehnen wollte, mit der Begründung, dass sie als Ganerben gegenseitig erbberechtigt gewesen seien.

## Belagerung und Durchzug
Der Markgraf entschloss sich zur Belagerung der Schauenburg. Sie war komplett von bischöflichem Besitz umschlossen, da das Bistum die Pfandschaft über die halbe Landvogtei Ortenau besaß. Am 17. Juli fielen Männer des mit Bernhard verbündeten Erzherzogs Leopold IV. von Habsburg auf dem Weg zur Schauenburg bei Offenburg in bischöfliches Gebiet ein. Der Straßburger Bischof Wilhelm II. von Diest erinnerte den Markgrafen in einem Brief vom 25. Juli 1402 an einen zwischen ihnen geschlossenen Vertrag, die Untertanen des Bischofs beim Durchzug nicht zu schädigen. Zehn Tage belagerten die österreichischen Truppen die Burg, verwüsteten dabei das Umland um Offenburg. Dann zogen sie unverrichteter Dinge wieder ab.
Der Markgraf beschwerte sich am 1. August, dass die Leute des Bischofs seine Kriegsknechte verwundet und gefangen genommen hätten, anstatt sie, wie gefordert, auf seinen Schlössern zu verköstigen und durchziehen zu lassen. Vermittlungsversuche zwischen Markgraf und Bischof durch die Stadt Straßburg scheiterten zunächst. Am 23./24. September gelang es der Stadt in Lichtenau bei Kehl jedoch, mit dem Bischof einen Schiedsgerichtstermin für den 6. Oktober zu vereinbaren. Zudem wurde klargestellt, „dass der Markgraf seine Feinde durch des Bischofs Land suchen und schädigen dürfe“. Hans Beger, der Amtmann des Straßburger Bischofs, widersetzte sich dieser Abmachung, woraufhin er und „seine Knechte und armen Leute“ am Samstag nach Matthäustag, also am 23. September 1402, von den Amtsleuten des Markgrafen, Bernhard von Thierstein, Johannes Ulrich von Pfirt und wohl auch dessen Vasall Johannes Schäfer, auf einem Feld bei Rouffach erschlagen wurden. An der Stelle, an der sich dieser Zwischenfall ereignete, am Baslerweg, stand noch um 1900 ein Steinkreuz, welches an diesen Vorfall erinnerte. Es war damals allerdings bereits fast vollständig im Boden versunken. Im Volksmund wurde es als s Sperwers Kreuz bezeichnet, weil man sich erzählte, dass dort ein Mann durch einen Sperber den Tod gefunden hatte. Die Begers waren eine weit verzweigte Sippe und gehörten zu den ältesten Ministerialen der Straßburger Bischöfe.
Um den Konflikt mit dem Bischof von Straßburg zu vermeiden und den entstandenen Streit beizulegen, schaltete sich Bernhard am 19. Oktober 1402 von Pforzheim aus in die Sache ein und bat in seines und des Herzogs von Österreich Namen Meister und Rat zu Strassburg schriftlich, die Freunde des Erschlagenen zu bitten, die Angelegenheit mit ihm zu besprechen, damit „kein grosser unrate davon kommen moge“. Dieselbe Bitte schrieb gleichzeitig auch Johann von Lupfen, Landgraf von Stühlingen.
Bereits am 28. September hatte sich der Markgraf erneut beklagt, dass der bischöfliche Amtmann Gerspacher viele seiner Knechte und Amtleute verwundet, erstochen oder gefangen genommen habe. Die Stadt hatte indes einen vorläufigen Waffenstillstand bis 1. Januar 1403 erreicht. Dieser wurde bis zum 2. Februar 1403 verlängert, da der markgräfliche Rat Schwarzgraf von Hohenzollern beim ersten Termin verhindert war.

## Konflikt mit Ruprecht
Bernhard hatte am 7. November 1402 indes ein Bündnis mit dem Herzog von Orleans geschlossen. Gegen 2000 Gulden würde ihm Bernhard Soldaten für seine Kriege leihen und sich bei einem Angriff gegen das Reich neutral verhalten. Dies war als Druckmittel gegen den deutschen König Ruprecht gedacht, der sich weigerte, Bernhards Forderungen zu erfüllen. Im Frühjahr 1403 verlangte Ruprecht die Auflösung des Bündnisses. Die Verhandlungen zwischen den beiden scheiterten am 26. März 1403 in Bruchsal. Im kaiserlichen Auftrag verwüsteten Eberhard von Württemberg, der Straßburger Bischof, die Herren von Lichtenberg, Basel und die elsässischen Städte vom 1. bis 7. April die Markgrafschaft Baden. In den anschließenden Friedensverhandlungen musste Bernhard zwar das Bündnis auflösen, aber erhielt die Rheinzölle bei Seltz, um die es ihm am Anfang gegangen war.

## Ausgang
Bereits im März 1403 hatten die Schauenburger die Rheinbrücke bei Kehl überschritten und vorderösterreichische Untertanen im Elsass angegriffen, um Druck für die schwebenden Verhandlungen aufzubauen. Am 19. versprachen sie, sich bis zum 25. Dezember dem Urteil des badischen Lehengerichts zu unterwerfen. Nach dem weiteren Schwelen des Konfliktes wurde am 24. September zur endgültigen Tagung in Baden-Baden geladen. Einem der Schauenburger, denen freies Geleit zugesichert worden war, wurde das Recht zugesprochen, mit dem Anteil Ludwigs belehnt zu werden. Dies wurde allerdings erst möglich, nachdem alle Burggenossen geschworen hatten, dass Ludwig aus ihrem Geschlecht stammte. Der Markgraf erhielt die Burg nicht. Als die Grafschaft Eberstein 1404 endgültig geteilt wurde, verblieb die Schauenburg beim ebersteinischen Teil.